# Flämingheft
Die Fläminghefte  wurden von  1925 bis 1944 in Dahme/Mark und Luckenwalde von den Heimatforschern Max Wald (Dahme/Mark) und Emil Koitz (Luckenwalde) herausgegeben. Sie widmeten sich heimatkundlichen Themen der Region Niederer Fläming (weitestgehend Altkreis Jüterbog-Luckenwalde). Die Hefte hatten ein einheitliches Erscheinungsbild, zu dem eine typische Fläminglandschaft mit Holländermühle gehörte.

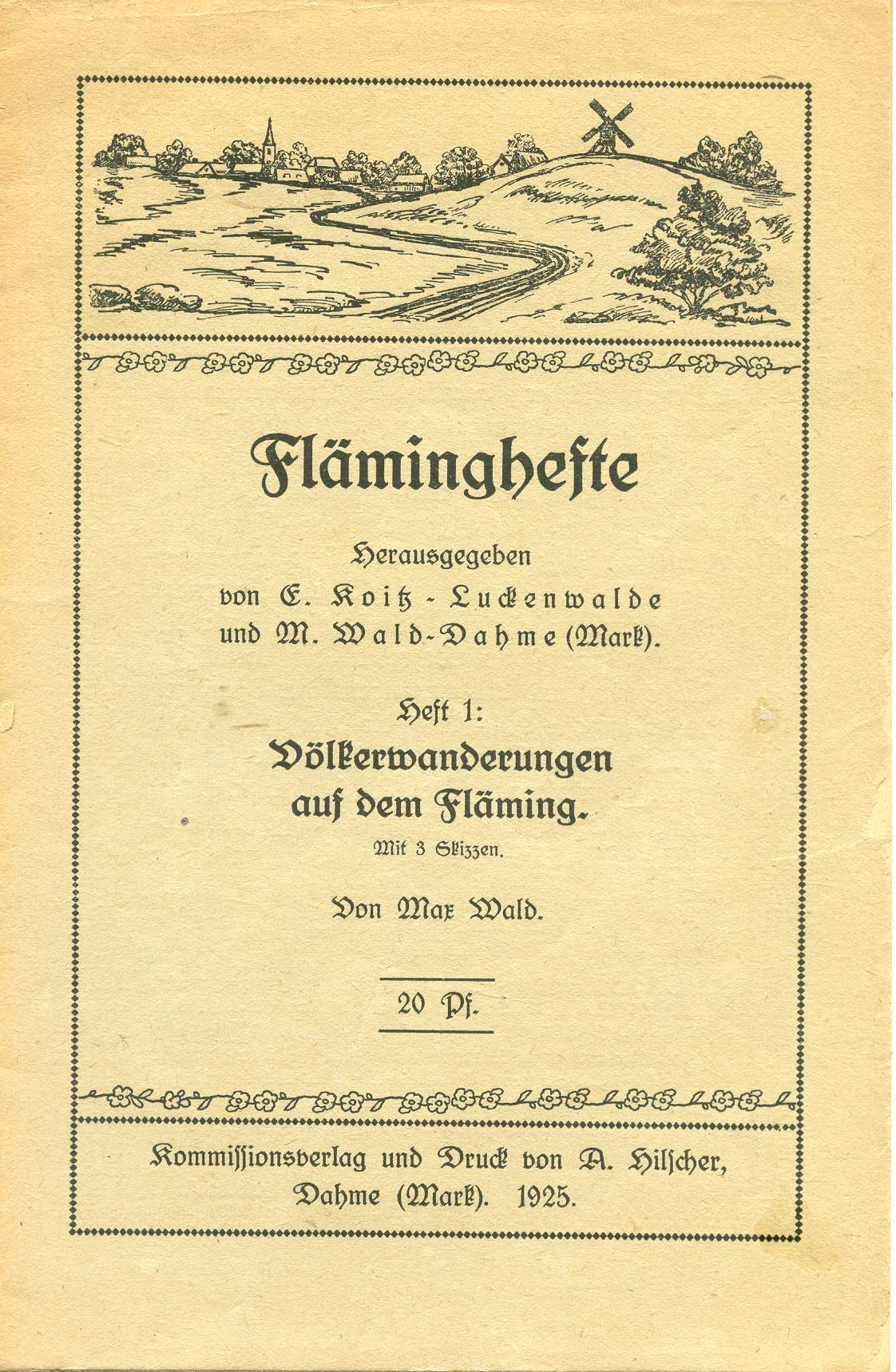

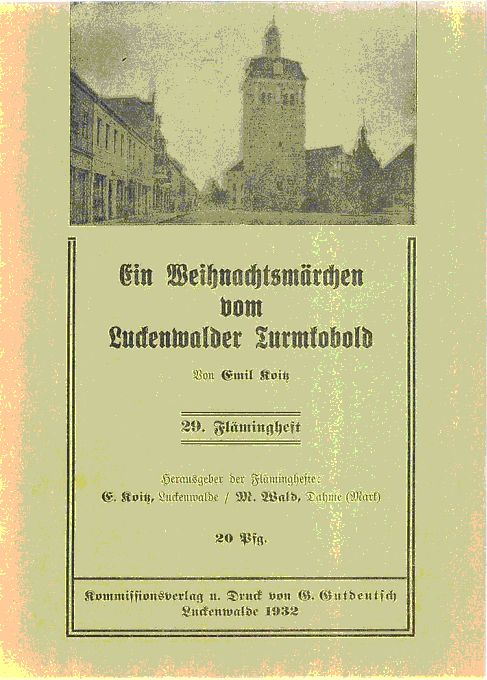

## Die erste Periode 1925 bis 1932
In der ersten Periode von 1925 bis 1932 wurden 30 Fläminghefte mit unterschiedlichen Themen mit heimatkundlichem Inhalt von dem damaligen Leiter des Heimatmuseums in Dahme/Mark Max Wald und dem Schulrektor Emil Koitz herausgegeben, die auch als Autoren fungierten. Von Wald stammten 20 Titel, von Koitz 7, je ein Titel steuerten Ernst Kube (Leiter des Heimatmuseums Dahme/Mark ab 1940), Werner Carus und Bruno Emil König bei.
Der Großteil der Hefte wurde in Dahme/Mark in Kommission bei der Druckerei A.(August) Hilscher gedruckt, die anderen in Luckenwalde bei Herrmann Kobisch und bei G.(Gustav) Gutdeutsch.
| Nummer (Auflagen; Ausgabejahre) | Titel                                                                        | Autor            | Druckerei                     | Bemerkungen                                                                              |
| ------------------------------- | ---------------------------------------------------------------------------- | ---------------- | ----------------------------- | ---------------------------------------------------------------------------------------- |
| 1 (2; 1925, 1927)               | Völkerwanderungen auf dem Fläming                                            | Max Wald         | A. Hilscher, Dahme/Mark       |                                                                                          |
| 2 (2; 1925, 1931)               | Dahmer Ortslexikon                                                           | Max Wald         | A. Hilscher, Dahme/Mark       |                                                                                          |
| 3 (1; 1925)                     | Links und rechts der Kleinbahn                                               | Max Wald         | A. Hilscher, Dahme/Mark       |                                                                                          |
| 4 (1;1925)                      | Der Stadtplan von Luckenwalde, ein Begleitwort                               | Emil Koitz       | Herrmann Kobisch, Luckenwalde |                                                                                          |
| 5 (2; 1926, 1928)               | Aus der Franzosenzeit im Kreise Jüterbog-Luckenwalde                         | Max Wald         | A. Hilscher, Dahme/Mark       |                                                                                          |
| 6 (4; 1926–1928)                | Karte des Kreises Jüterbog-Luckenwalde                                       | Max Wald         | A. Hilscher, Dahme/Mark       | bisher nur 1. und 4. Auflage nachgewiesen, Karte vom Wona-Verlag, Königsbrück bearbeitet |
| 7 (1; 1926)                     | Vom Wandern u. Reisen im Wandel der Zeit                                     | Max Wald         | A. Hilscher, Dahme/Mark       |                                                                                          |
| 8 (2; 1926, 1927)               | Otto Unverdorben, der Entdecker des Anilins 1826                             | Max Wald         | A. Hilscher, Dahme/Mark       |                                                                                          |
| 9 (2; 1926, 1931)               | Der Roßhändler Kohlhas                                                       | Max Wald         | A. Hilscher, Dahme/Mark       | Nach Kleist gekürzt                                                                      |
| 10 (1; 1927)                    | Etwas vom Essen und Trinken                                                  | Max Wald         | A. Hilscher, Dahme/Mark       |                                                                                          |
| 11 (1; 1927)                    | Der Werdegang des Kreises Jüterbog-Luckenwalde                               | Emil Koitz       | Herrmann Kobisch, Luckenwalde |                                                                                          |
| 12 (1; 1928)                    | Plaudereien über Geld und Denkmünzen                                         | Max Wald         | A. Hilscher, Dahme/Mark       |                                                                                          |
| 13 (1; 1928)                    | Luthers Freund Georg Buchholzer                                              | Max Wald         | A. Hilscher, Dahme/Mark       |                                                                                          |
| 14 (1; 1929)                    | Wichtige Leute des Kreises Jüterbog-Luckenwalde                              | Max Wald         | A. Hilscher, Dahme/Mark       |                                                                                          |
| 15 (1; 1928)                    | Kariedel-Brunnen in Luckenwalde                                              | Emil Koitz       | A. Hilscher, Dahme/Mark       |                                                                                          |
| 16 (1; 1929)                    | Piereluth, der Luckenwalder Turmkobold                                       | Emil Koitz       | Herrmann Kobisch, Luckenwalde |                                                                                          |
| 17 (1; 1929)                    | Vorschläge zu Vereinfachungen und Verbesserungen                             | Max Wald         | A. Hilscher, Dahme/Mark       | 2. Auflage, die erste erschien 1924 im Selbstverlag                                      |
| 18 (1; 1929)                    | Dahme und das Jahr 1848                                                      | Max Wald         | A. Hilscher, Dahme/Mark       |                                                                                          |
| 19 (1; 1930)                    | Chronik der Stadt Luckenwalde                                                | Emil Koitz       | G. Gutdeutsch, Luckenwalde    | Verlag: F.W. Willmann, Magdeburg                                                         |
| 20 (1; 1930)                    | Die Drehna-Weißagker Fehde. Eine heitere Geschichte aus der guten alten Zeit | Bruno Emil König | A. Hilscher, Dahme/Mark       | Nachwort von Max Wald, zuerst erschienen in „Die Gartenlaube“ 1926                       |
| 21 (1; 1930)                    | Mit der alten Botanisiertrommel durch den östlichen Fläming                  | Max Wald         | A. Hilscher, Dahme/Mark       |                                                                                          |
| 22 (1; 1930)                    | Der Dahmer Kupferschmied J. G. Heiligenstädt (1786–1857) als Dichter         | Werner Carus     | A. Hilscher, Dahme/Mark       |                                                                                          |
| 23 (1; 1930)                    | Auszug aus dem alten Dahmer Gesangbuche                                      | Max Wald         | A. Hilscher, Dahme/Mark       |                                                                                          |
| 24 (1; 1930)                    | Dahme, der Name unserer Stadt                                                | Ernst Kube       | A. Hilscher, Dahme/Mark       | Zuerst in „Unser Dahmer Land“ in mehreren Folgen 1930 erschienen                         |
| 25 (1; 1931)                    | Alte Häuser                                                                  | Max Wald         | A. Hilscher, Dahme/Mark       |                                                                                          |
| 26 (1; 1931)                    | Erklärung der Ortsnamen auf dem Niederen Fläming                             | Max Wald         | A. Hilscher, Dahme/Mark       |                                                                                          |
| 27 (1; 1931)                    | Die Städteordnung des Freiherrn von und zum Stein in Luckenwalde             | Emil Koitz       | G. Gutdeutsch, Luckenwalde    |                                                                                          |
| 28 (1; 1932)                    | Aus dem Volksschulleben auf dem Fläming                                      | Max Wald         | A. Hilscher, Dahme/Mark       |                                                                                          |
| 29 (1; 1932)                    | Ein Weihnachtsmärchen vom Luckenwalder Turmkobold                            | Emil Koitz       | G. Gutdeutsch, Luckenwalde    |                                                                                          |
| 30 (1; 1932)                    | Der Himmel über unserer Heimat                                               | Max Wald         | A. Hilscher, Dahme/Mark       |                                                                                          |

## Die zweite Periode 1934 bis 1944
Aufgrund der politischen Situation musste Emil Koitz seine Tätigkeiten ab 1933 einstellen, er war engagiertes SPD-Mitglied. Max Wald gab aus diesem Grunde die Hefte ab 1934 allein als Nachauflagen heraus, oft mit geändertem Titel, es entstanden nur noch drei neue Ausgaben, die aber als Unternummern zu vorhandenen erschienen (2II, 2III, 3II).
Alle Hefte wurden bei A. Hilscher gedruckt (ab 1940 Heinz Hilscher).
| Nummer (Auflagen; Ausgabejahre) | Titel                                                                                        | Autor    | Druckerei                                                          | Bemerkungen                                                                       |
| ------------------------------- | -------------------------------------------------------------------------------------------- | -------- | ------------------------------------------------------------------ | --------------------------------------------------------------------------------- |
| 1 (2; 1934, 1939)               | Völkerwanderungen auf dem Fläming                                                            | Max Wald | A. Hilscher, Dahme/Mark                                            |                                                                                   |
| 2 II (2; 1943, 1944)            | Illustrierte Chronik von Dahme (Mark) bis 1940                                               | Max Wald | Heinz Hilscher, Dahme/Mark                                         |                                                                                   |
| 2 III (1; 1943)                 | Die Mundarten von Dahme (Mark) und Umgebung                                                  | Max Wald | Heinz Hilscher, Dahme/Mark                                         |                                                                                   |
| 3 (1; 1941)                     | Durch den Niederen Fläming                                                                   | Max Wald | Heinz Hilscher, Dahme/Mark                                         |                                                                                   |
| 3 II (1; 1943)                  | Märchen, Sagen und Geschichten des Niederen Flämings                                         | Max Wald | Heinz Hilscher, Dahme/Mark                                         |                                                                                   |
| 5 (4; 1937, 1940, 1942, 1943)   | Aus der Franzosenzeit im Kreise Jüterbog-Luckenwalde                                         | Max Wald | A. Hilscher, Dahme/Mark; ab 5. Auflage: Heinz Hilscher, Dahme/Mark | ab 4. Auflage: Aus der Franzosenzeit Großbeeren und Dennewitz                     |
| 7 (2; 1935, 1943)               | Vom Wandern u. Reisen im Wandel der Zeit                                                     | Max Wald | A. Hilscher, Dahme/Mark; 3. Auflage: Heinz Hilscher, Dahme/Mark    | 3. Auflage: Vom Wandern und Reisen einst und jetzt                                |
| 8 (3; 1935, 1941, 1943)         | Otto Unverdorben, der erste Entdecker des Anilins 1826 und Förderer des Dahmer Tabakgewerbes | Max Wald | A. Hilscher, Dahme/Mark; ab 4. Auflage: Heinz Hilscher, Dahme/Mark | ab 4. Auflage: Otto Unverdorben aus Dahme, der Finder des Anilins und Rohnikotins |
| 9 (2; 1941, 1943)               | Der Roßhändler Kohlhas                                                                       | Max Wald | Heinz Hilscher, Dahme/Mark                                         | Nach Kleist gekürzt                                                               |
| 12 (2; 1938, 1944)              | Vom Dahmer Schmiedegesellen zum Münzmedailleur in der Reichshauptstadt                       | Max Wald | A. Hilscher, Dahme/Mark; 3. Auflage: Heinz Hilscher, Dahme/Mark    | Friedrich Wilhelm Kullrich gewidmet                                               |
| 13 (2; 1935, 1939)              | Luthers Freund Georg Buchholzer, der erste evangelische Prediger in Berlin                   | Max Wald | A. Hilscher, Dahme/Mark                                            |                                                                                   |
| 14 (1; 1941)                    | Wichtige Leute, sächsische Herzöge in unserer Heimat                                         | Max Wald | Heinz Hilscher, Dahme/Mark                                         |                                                                                   |
| 17 (1; 1938)                    | Vorschläge zu Vereinfachungen und Verbesserungen                                             | Max Wald | A. Hilscher, Dahme/Mark                                            | 3. Auflage, die erste erschien 1924 im Selbstverlag                               |
| 21 (2; 1936, 1942)              | Mit der alten Botanisiertrommel durch den östlichen Fläming                                  | Max Wald | A. Hilscher, Dahme/Mark; 3. Auflage: Heinz Hilscher, Dahme/Mark    | 3. Auflage: Mit der Botanisiertrommel durch Flämingfluren                         |
| 25 (1; 1936)                    | Alte Häuser Kulturgeschichtliche Plaudereien nebst Bildern und Grundrissen                   | Max Wald | A. Hilscher, Dahme/Mark                                            |                                                                                   |
| 26 (1; 1937)                    | Erklärung der Orts- und Flurnamen auf dem Niederen Fläming                                   | Max Wald | A. Hilscher, Dahme/Mark                                            |                                                                                   |
| 28 (1; 1943)                    | Schule und Leben in Vergangenheit und Zukunft                                                | Max Wald | Heinz Hilscher, Dahme/Mark                                         | 2. Auflage mit Vorschlägen zu Verbesserungen                                      |
| 30 (1; 1940)                    | Der Himmel über unserer Heimat                                                               | Max Wald | Heinz Hilscher, Dahme/Mark                                         |                                                                                   |

## Versuche der Wiederbelebung ab 1992
Tilo Wolf (Leiter des Heimatmuseums Dahme/Mark) und Roman Schmidt (Leiter des Heimatmuseums Luckenwalde) versuchten 1999 die Reihe wieder zu neuem Leben zu erwecken. Sie konnten aber nur ein Heft mit dem Titel Die Wiederbelebung der Fläminghefte! veröffentlichen.
Mehr Erfolg hatte das Heimatmuseum Jüterbog. Es brachte zwei Hefte der alten Reihe als Reprint heraus (3 II und die erste Auflage des Heftes 14) und Hefte unter dem Reihentitel Neue Fläminghefte über die Geschichte der Stadt Jüterbog:
- Nr. 1: Henrik Schulze, Norbert Jannek: Jüterbog  – Beiträge zur Stadtgeschichte – „Ein Heimatbüchlein“. Zahna 1992
- Nr. 2: Henrik Schulze: Chronik der Stadt Jüterbog – Kurzer Abriß. Jüterbog 2012
- Nr. 3: Henrik Schulze (Hrsg.): Festschrift zum 850. Jahrestag der Verleihung des Stadtrechts an Jüterbog vom 29. Apri 1174. Jüterbog 2024